# Псевдоскоп

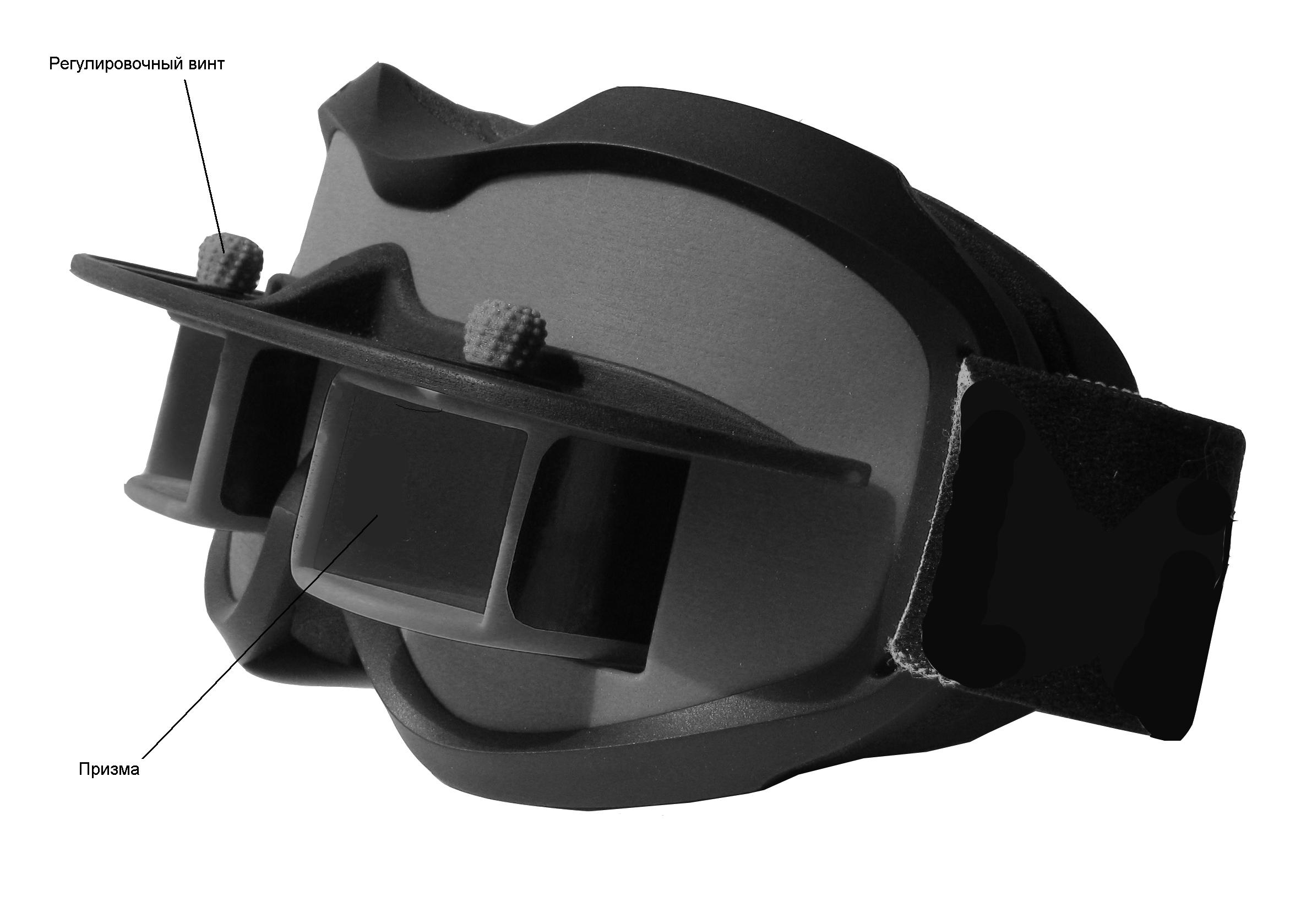
Псевдоскоп

Псевдоско́п (Pseudoscope, греч., от рseudos — ложный, и skopein — смотреть) — оптический прибор, построенный в 1852 году английским физиком Уитстоном (Wheatstone),
создающий обратный стереоэффект. При этом наблюдатель видит псевдоскопическое изображение, в котором ближние точки пространства переходят в дальние, а дальние в ближние. Рельеф «выворачивается наизнанку» — выпуклое кажется вогнутым и наоборот. Если же смотреть, например, на лицо человека (или маску с любой стороны), то оно будет всегда обычным из-за инерции восприятия (привычки).
Псевдоскоп используют в психологических опытах по зрительному восприятию для изучения оптической иллюзии восприятия глубины.

## Принцип действия
Свет с помощью зеркал или призм перенаправляется таким образом, что в правый глаз видит объекты с ракурса левого глаза, и наоборот. При этом изображение остаётся прямым, а не зеркальным. Псевдоскопический эффект достигается с помощью изменения знака диспаратности сетчаток и дополнительно усиливается увеличением базиса зрения, то есть расстояние между зрачками, обычно равное от 56 мм до 72 мм, увеличивается в соответствии с конструкцией.

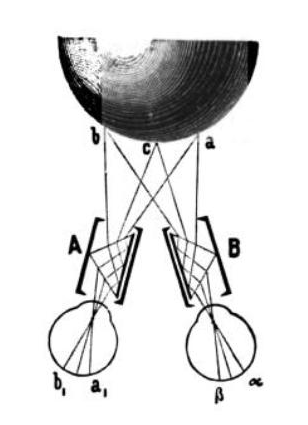
Схема призматического псевдоскопа Чарльза Уитстона (Согласно которой оформлен и патент Компанейского Б.Н. №49365)

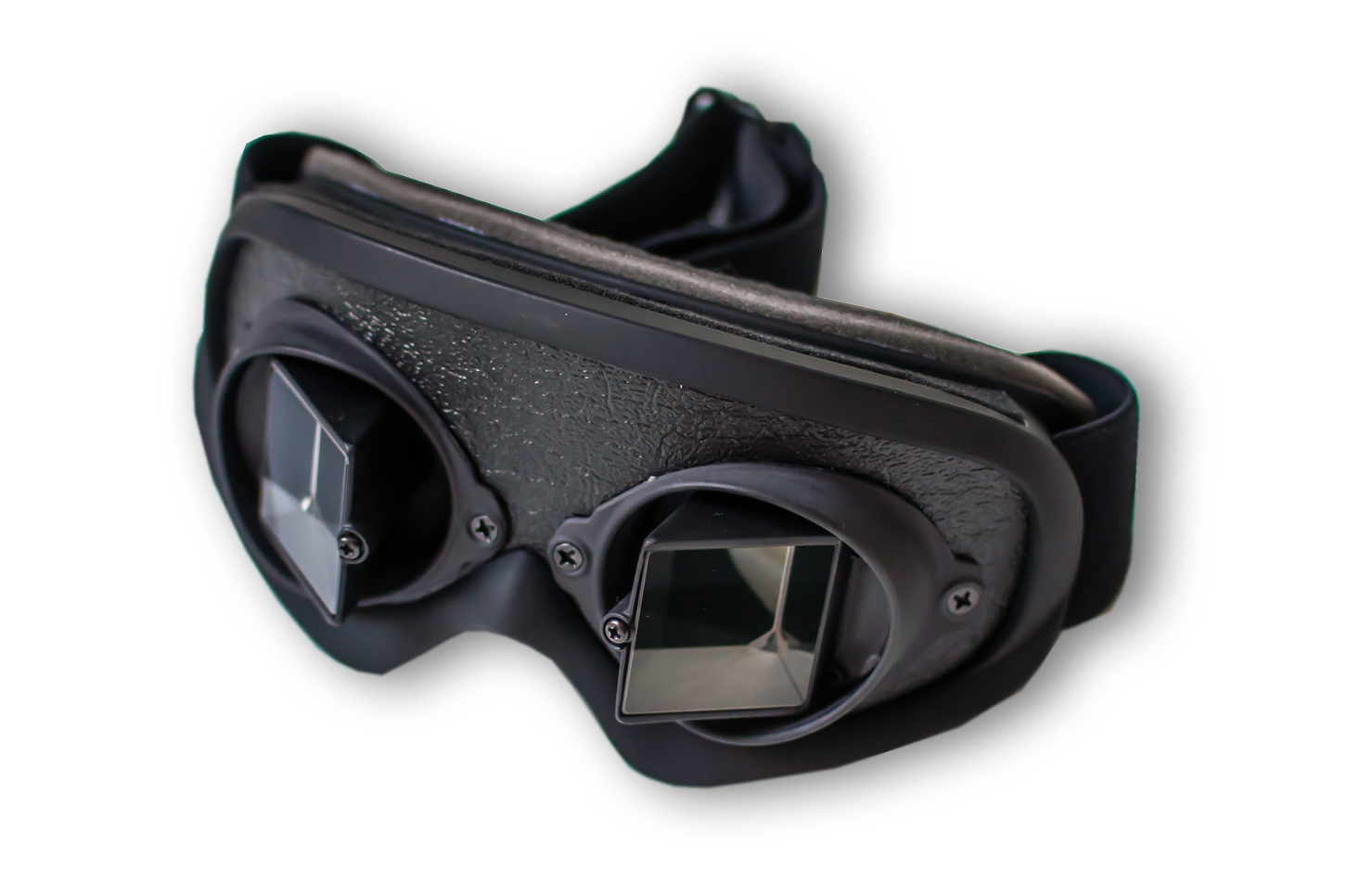
Современный призматический псевдоскоп по схеме Чарльза Уитстона

В конструкции призматического псевдоскопа используются прямоугольные равнобедренные призмы или призмы Дове. Таким образом, в каждый глаз человека поступает инвертированный слева-направо зеркально отражённый свет. Изображение, получаемое призматическим псевдоскопом, зеркальное, а псевдоскопический эффект достигается с помощью изменения знака диспаратности сетчаток, перемены восприятия направления мышечных усилий при фузии и выбора правильной позиции наблюдателя.
Из-за изменения восприятия направления мышечных сокращений при фузии, соответствующей рассматриванию ближних или дальних объектов, меняется восприятие моторного отклика. То есть, при переводе взгляда с дальних объектов на ближние происходит дивергенция глаз, а чтобы снова увидеть дальние объекты необходима конвергенция зрительных осей.
Процесс изменения восприятия направления мышечных сокращений при фузии играет существенную роль в восприятии глубины, но не становится содержанием сознания непосредственно, поэтому обнаружить такое изменение удалось лишь благодаря пониманию геометрии световых лучей, прошедших через призмы. На схеме Чарльза Уитстона можно увидеть как это должно происходить при удалении точки "С" в бесконечность от наблюдателя.
В современной конструкции псевдоскопа реализована возможность упростить фузию за счёт изменения угла между отражающими плоскостями двух призм.